# 浅谷 (新城市)
浅谷（あさや）は、愛知県新城市の地名。

## 地理

### 字一覧
- 朝日山登度（アサヒヤマノボリノトウ）[WEB 6]
- 井原（イバラ）[WEB 6]
- 芋久保（イモクボ）[WEB 6]
- 上ノ平（ウエノヒラ）[WEB 6]
- 上ノ山（ウエノヤマ）[WEB 6]
- 大杉（オオスギ）[WEB 6]
- かんばかせ[WEB 6]
- 久保田（クボタ）[WEB 6]
- 小道シ（コドウシ）[WEB 6]
- 蒟蒻（コンニャク）[WEB 6]
- 三反田（サンタンダ）[WEB 6]
- 杉ノ本（スギノモト）[WEB 6]
- 朔日田（ツイタチダ）[WEB 6]
- 椿キ（ツバキ）[WEB 6]
- 坪ノ口（ツボノクチ）[WEB 6]
- 堂ノ上（ドウノウエ）[WEB 6]
- 野添（ノゾイ）[WEB 6]
- 東田（ヒガシダ）[WEB 6]
- ヒヨイタ[WEB 6]
- 武佐（ブサ）[WEB 6]
- ホウミツ[WEB 6]
- 本久保（ホンクボ）[WEB 6]
- 前田（マエダ）[WEB 6]
- 又谷（マタヤ）[WEB 6]
- 松立（マツダチ）[WEB 6]
- 万燈（マンドウ）[WEB 6]
- 向畑（ムカイバタ）[WEB 6]
- 元滝（モトタキ）[WEB 6]
- 谷下新田（ヤゲシンデン）[WEB 6]

### 交通
- 愛知県道21号豊川新城線

### 施設
- 淺谷神社
- 新城総合公園

## 歴史

### 人口の変遷
国勢調査による人口および世帯数の推移。
| 1995年（平成7年）  | 35世帯 148人 |  |
| 2000年（平成12年） | 34世帯 135人 |  |
| 2005年（平成17年） | 34世帯 131人 |  |
| 2010年（平成22年） | 35世帯 125人 |  |
| 2015年（平成27年） | 38世帯 123人 |  |
| 2020年（令和2年）  | 38世帯 113人 |  |

### WEB
1. ↑  “愛知県新城市の町丁・字一覧”.   人口統計ラボ. 2024年4月28日閲覧。
2. 1 2  総務省統計局 (2022年2月10日). “令和2年国勢調査の調査結果(e-Stat) - 男女別人口，外国人人口及び世帯数－町丁・字等” (CSV). 2023年8月2日閲覧。
3. ↑  “読み仮名データの促音・拗音を小書きで表記するもの(zip形式) 愛知県” (zip).   日本郵便 (2024年2月29日). 2024年3月26日閲覧。
4. ↑  “市外局番の一覧” (PDF).   総務省 (2022年3月1日). 2022年3月22日閲覧。
5. ↑  “ナンバープレートについて”.   一般社団法人愛知県自動車会議所. 2024年1月21日閲覧。
6. 1 2 3 4 5 6 7 8 9 10 11 12 13 14 15 16 17 18 19 20 21 22 23 24 25 26 27 28 29  “愛知県新城市浅谷の住所一覧”.   ゼンリン. 2024年5月8日閲覧。
7. ↑  総務省統計局 (2014年3月28日). “平成7年国勢調査の調査結果(e-Stat) - 男女別人口及び世帯数 －町丁・字等” (CSV). 2021年7月20日閲覧。
8. ↑  総務省統計局 (2014年5月30日). “平成12年国勢調査の調査結果(e-Stat) - 男女別人口及び世帯数 －町丁・字等” (CSV). 2021年7月20日閲覧。
9. ↑  総務省統計局 (2014年6月27日). “平成17年国勢調査の調査結果(e-Stat) - 男女別人口及び世帯数 －町丁・字等” (CSV). 2021年7月21日閲覧。
10. ↑  総務省統計局 (2012年1月20日). “平成22年国勢調査の調査結果(e-Stat) - 男女別人口及び世帯数 －町丁・字等” (CSV). 2021年7月21日閲覧。
11. ↑  総務省統計局 (2017年1月27日). “平成27年国勢調査の調査結果(e-Stat) - 男女別人口及び世帯数 －町丁・字等” (CSV). 2021年7月21日閲覧。